# Kanton Corte
Der Kanton Corte ist seit 1790 ein französischer Wahlkreis im Arrondissement Corte, im Département Haute-Corse und in der Region Korsika. Hauptort ist Corte.

## Gemeinden
Der Kanton besteht aus acht Gemeinden mit insgesamt 9876 Einwohnern (Stand: 1. Januar 2022) auf einer Gesamtfläche von 333,49 km²:
| Gemeinde               | Einwohner 1. Januar 2022 | Fläche km² | Dichte Einw./km² | Code INSEE | Postleitzahl |
| ---------------------- | ------------------------ | ---------- | ---------------- | ---------- | ------------ |
| Casanova               | 375                      | 9,89       | 38               | 2B074      | 20250        |
| Corte                  | 7.737                    | 149,27     | 52               | 2B096      | 20250        |
| Muracciole             | 34                       | 14,06      | 2                | 2B171      | 20219        |
| Poggio-di-Venaco       | 210                      | 13,28      | 16               | 2B238      | 20250        |
| Riventosa              | 150                      | 6,03       | 25               | 2B260      | 20250        |
| Santo-Pietro-di-Venaco | 298                      | 7,96       | 37               | 2B315      | 20250        |
| Venaco                 | 643                      | 53,72      | 12               | 2B341      | 20231        |
| Vivario                | 429                      | 79,28      | 5                | 2B354      | 20219        |
| Kanton Corte           | 9.876                    | 333,49     | 30               | 2B11       | –            |

Bis zur landesweiten Neugliederung der Kantone 2015 bestand der Kanton Corte einzig aus der Gemeinde Corte. Sein Zuschnitt entsprach einer Fläche von 149,27 km2. Er besaß vor 2015 den INSEE-Code 2B17.